# Presidium di Stato della Kampuchea Democratica
Il Presidium di Stato era un organo esecutivo della Kampuchea Democratica, attivo durante la sua breve esistenza.
Secondo la Costituzione, il Presidium di Stato era incaricato di rappresentare la Kampuchea Democratica all'interno e all'esterno del paese e sovrintendere a che la Costituzione fosse correttamente rispettata. I suoi membri, di fatto, svolgevano collegialmente le funzioni di un capo di Stato. Il Presidium era composto dal presidente, dal primo vicepresidente e dal secondo vicepresidente, eletti dall'Assemblea Rappresentativa del Popolo Kampucheano (il parlamento) ogni cinque anni. Il primo e unico Presidium, eletto nell'aprile 1976, era presieduto da Khieu Samphan.